# Daviess County, Kentucky
Daviess County är ett administrativt område i delstaten Kentucky, USA. År 2010 hade county 96 656 invånare. Den administrativa huvudorten (county seat) är Owensboro. 

## Geografi
Enligt United States Census Bureau har countyt en total area på 1 234 km². 1 197 km² av den arean är land och 36 km² är vatten. 

### Angränsande countyn
- Warrick County, Indiana - nordväst
- Spencer County, Indiana - nordost
- Hancock County - öst
- Ohio County - sydost
- McLean County - sydväst
- Henderson County - väst